# Милан Басташић
Милан Басташић (Грубишно Поље, 30. јануар 1931 — Београд, 7. октобар 2016) био је српски љекар-епидемиолог, санитетски-пуковник Југословенске народне армије и писац.

## Биографија
Милан Басташић рођен је у Грубишном Пољу, Западна Славонија, у породици Луке и Евице, рођене Ђукић, као треће дијете. Отац му је био солунски добровољац.
Крајем априла 1941. године хрватске усташе хапсе му оца и осамнаестогодишњег брата Стеву и потом их убијају негдје на подручју комплекса хрватских усташких концентрационих логора Госпић-Јадовно-Паг. Послије масовног масакра српског народа на Билогори и у Грубишном Пољу крајем септембра и почетком октобра 1942, Милана су са мушкарцима усташе отјерале у логор Јасеновац, а мајку и сестру Јованку у логор Сисак. Након рата, кратко вријеме живи и ради у Госпићу а након тога, све до 1987. у Загребу. Савез комуниста напустио је 1986. године. Након пријевременог пензионисања у 56. години живота, живи у родном Грубишном Пољу. Деведесетих година, јасно и јавно опредјељује се на страну интереса српског народа Билогоре. Због пријетње хапшењем, напустио је Грубишно Поље 15. августа 1991, само дан прије првог крвавог масакра Срба. Сели у Србију. Због неосноване оптужнице, подигнуте од стране жупанијског Суда у Бјеловару 1992. и поновљене 1994. године, онемогућен му је повратак у родно мјесто све до повлачења оптужнице 2011. године. Отац је двоје дјеце и дјед шестеро унучади. Живи и ради у Београду.

### Образовање
Основну школу завршио је у Грубишном Пољу. Крајем рата пошао је у гимназију, а малу матуру положио је у Дарувару 1947. године. Санитетску официрску школу завршио је у Љубљани 1950. и распоређен је на дужност у Госпић, гдје је положио велику матуру 1953. године. Послије премјештаја у Загреб, уписао се на Медицински факултет у Загребу и 1961. године промовисан је за доктора медицине. Општом медицином у војсци бави се до 1964. године када добија специјализацију Епидемиологије коју заједно са Јавним здравством успјешно завршава у Загребу, а полаже у Београду. Докторску дисертацију одбранио је на Загребачком свеучилишту 1982. године.

### Рад
Као официр ЈНА, радио је двије и пол године у Госпићу а већи дио радног вијека провео је као војни љекар у Загребу.
Учествовао је у четири објављена научна рада, водио један научно-истраживачки пројекат и објавио више од четрдесет стручних и јавно-здравствених саопштења и публикација. За вријеме епидемије вариоле на Косову и Метохији 1972. године, руководио је сузбијањем те болести у општинама Клина и Исток. Од 1972. до 1975. био је савјетник у републичком Секретаријату народне одбране СРХ. У војној хијерархији напредовао је до чина пуковника у који је унапријеђен 1975. године. На посљедњу дужност у ЈНА – Управник Завода за превентивно-медицинску заштиту загребачке армијске области – постављен је 1980. године. Аутор је прве до сада издане књиге о континуитету страдања српског народа Билогоре и Грубишног Поља. Књига садржи аутентична свједочанства о геноциду почињеном над Србима грубишнопољског Котара, попис жртава 26/27. априла 1941, попис јасеновачких жртава 1941-1945. са ширег подручја Грубишног Поља, податке о исељавању Срба у међуратном периоду као и обимну фотодокументацију. Први је предсједник Завичајног удружења Билогора са сједиштем у Београду. Један је од оснивача и предсједник скупштине удружења грађана „Јадовно 1941.“ у Бањалуци.
Он сматра да је термин д(ј)еца Козаре флоскула и смишљена лаж јер су постојала и могла постојати искључиво - српска д(ј)еца Козаре.